# My Old Kentucky Home
My Old Kentucky Home er en amerikansk stumfilm fra 1922 af Ray C. Smallwood.

## Medvirkende
- Monte Blue som Richard Goodloe
- Julia Swayne Gordon som Mrs. Goodloe
- Frank Currier som Sanders
- Sigrid Holmquist som Virginia Sanders
- Arthur Edmund Carewe som "Con" Arnold
- Lucy Fox som Calamity Jane
- Matthew Betz som Steven McKenna